# Jean-Michel Coron

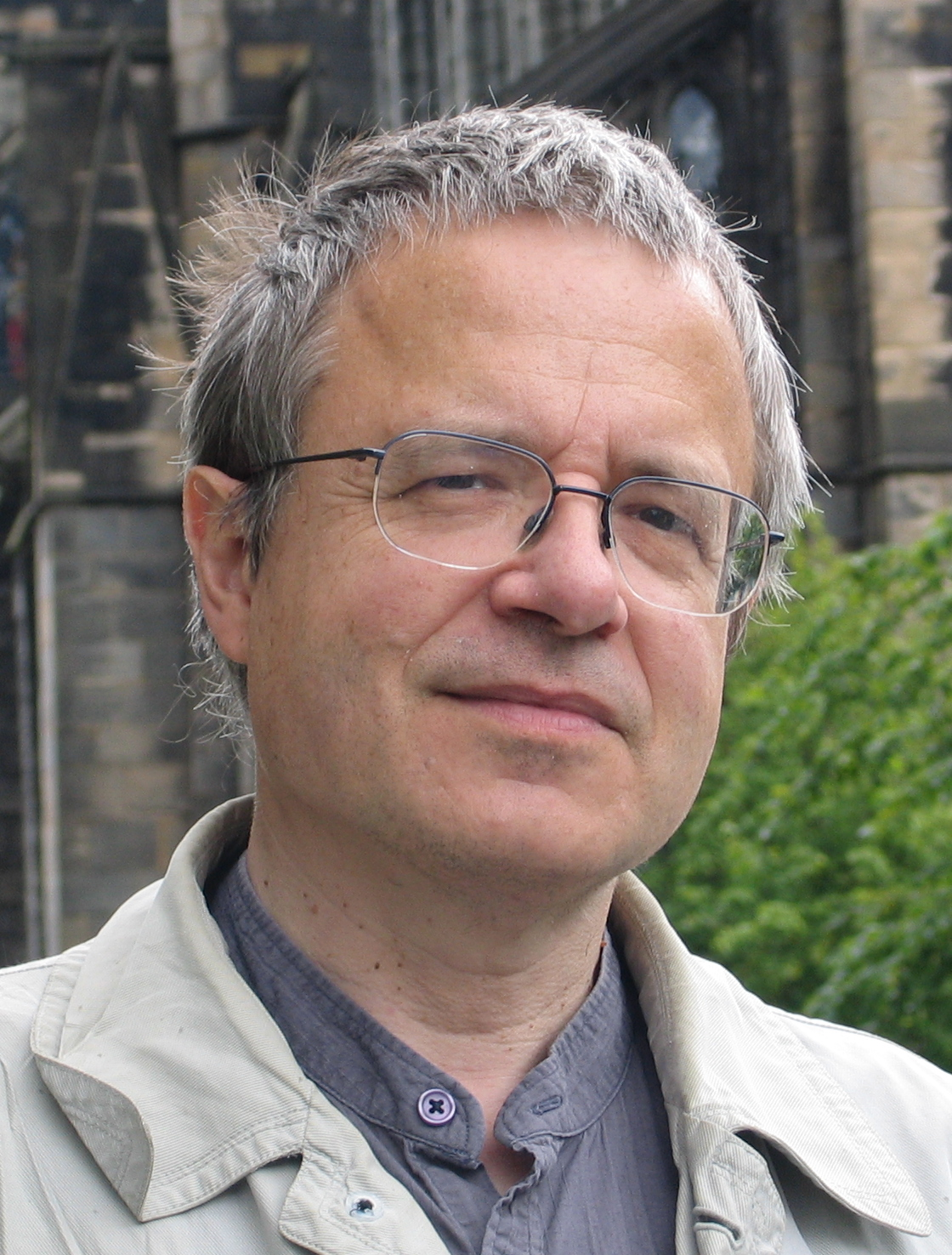
Jean-Michel Coron in 2009 te Glasgow

Jean-Michel Coron (Parijs, 8 augustus 1956) is een Frans wiskundige die werkt op partiële differentiaalvergelijkingen.

## Opleiding
Hij studeerde van 1975 tot 1978 voor ingenieur aan de École polytechnique. Hij studeerde dan tot 1981 aan de Corps des Mines, waar hij tot 1983 onderzoek verrichtte aan het centrum voor automatisering en informatica.
In 1982 promoveerde hij bij Haïm Brezis aan de Universiteit Pierre en Marie Curie op het proefschrift Solutions périodiques non triviales d'une équation des ondes

## Carrière
Van 1983 tot 1987 gaf hij les aan de École Polytechnique.
In 1987 werd hij professor aan de Universiteit Parijs-Zuid.
In 1990 sprak hij op het Internationaal Wiskundecongres te Kioto over partiële differentiaalvergelijkingen.
Sinds 1992 bestudeert hij regeltechniek en partiële differentiaalvergelijkingen vooral niet-lineaire, ook in verband met stromingsleer.
Van 1992 tot 1996 vaardigde het Centre national de la recherche scientifique hem af naar het Centre de Mathématique et de leurs Applications, waarvan hij in 1995/96 directeur was. Sinds 2008 is hij professor aan de Universiteit Pierre en Marie Curie in het laboratorium Jacques-Louis Lions.
In augustus 2010 spraken zowel hij als zijn echtgenote Claire Voisin op het Internationaal Wiskundecongres te Hyderabad.
Hij is senior lid van het Institut universitaire de France.

## Onderscheidingen
- Prix Maxwell, Congrès international de mathématiques appliquées et industrielles, 2015
- Prix Dargelos, École polytechnique, 2002
- Prix Eugène-Catalan, Académie Royale de Belgique, 2000.
- Prix Jaffé, Académie des sciences, 1995
- Prix Fermat, Universiteit van Toulouse, 1993
- Prix Victor Noury, Commission de mathématiques van de Académie des Sciences, 1990